# 稲葉楽
稲葉 楽（いなば がく、2002年4月27日 - ）は、大阪府和泉市出身のプロサッカー選手。ポジションはディフェンダー。

## 来歴
中学時代はセレッソ大阪のアカデミーに所属していた。中学卒業後はサッカー強豪校の藤枝東高校に進学（同期に西川幸之介）。
2020年8月24日、2021年シーズンからのツエーゲン金沢加入内定が発表された。また同月28日には特別指定選手に承認された。2021年1月19日、早稲田大学人間科学部eスクールに合格したことが発表された。
2021年よりツエーゲン金沢に正式加入。6月9日、天皇杯2回戦のアルビレックス新潟戦で先発出場しプロデビュー。7月3日、J2第21節のFC琉球戦でスタメン出場しJリーグデビューを果たした。
2022年12月26日にラインメール青森への期限付き移籍が発表された。
2023年12月19日にラインメール青森への完全移籍を発表。
2024年12月2日、青森との契約が満了したことを発表。
2025年2月、オーストラリアのダンデノン・シティSCへ移籍することを発表。

## 所属クラブ
- 和泉FC
- セレッソ大阪U-15
- 藤枝東高校
  - 2020年8月 - 同年12月  ツエーゲン金沢（特別指定選手）
- 2021年 - 2023年  ツエーゲン金沢
  - 2023年  ラインメール青森（期限付き移籍）
- 2024年   ラインメール青森
- 2025年2月 -  ダンデノン・シティSC

## 個人成績
| 国内大会個人成績 | 国内大会個人成績 | 国内大会個人成績 | 国内大会個人成績 | 国内大会個人成績 | 国内大会個人成績 | 国内大会個人成績 | 国内大会個人成績 | 国内大会個人成績 | 国内大会個人成績 | 国内大会個人成績 | 国内大会個人成績 |
| 年度             | クラブ           | 背番号           | リーグ           | リーグ戦         | リーグ戦         | リーグ杯         | リーグ杯         | オープン杯       | オープン杯       | 期間通算         | 期間通算         |
| 年度             | クラブ           | 背番号           | リーグ           | 出場             | 得点             | 出場             | 得点             | 出場             | 得点             | 出場             | 得点             |
| 日本             | 日本             | 日本             | 日本             | リーグ戦         | リーグ戦         | リーグ杯         | リーグ杯         | 天皇杯           | 天皇杯           | 期間通算         | 期間通算         |
| ---------------- | ---------------- | ---------------- | ---------------- | ---------------- | ---------------- | ---------------- | ---------------- | ---------------- | ---------------- | ---------------- | ---------------- |
| 2021             | 金沢             | 38               | J2               | 6                | 0                | -                | -                | 1                | 0                | 7                | 0                |
| 2022             | 金沢             | 38               | J2               | 0                | 0                | -                | -                | 1                | 0                | 1                | 0                |
| 2023             | 青森             | 15               | JFL              | 4                | 0                | -                | -                | -                | -                | 4                | 0                |
| 2024             | 青森             | 15               | JFL              | 4                | 0                | -                | -                | -                | -                | 4                | 0                |
| 通算             | 日本             | 日本             | J2               | 6                | 0                | -                | -                | 2                | 0                | 8                | 0                |
| 通算             | 日本             | 日本             | JFL              | 8                | 0                | -                | -                | -                | -                | 8                | 0                |
| 総通算           | 総通算           | 総通算           | 総通算           | 14               | 0                | -                | -                | 2                | 0                | 16               | 0                |

- 2020年 特別指定選手としての公式戦出場無し

## 代表歴
- 2020年 U-18日本代表候補[10]